# Rosamond (Kalifornia)
Rosamond – jednostka osadnicza w Stanach Zjednoczonych, w stanie Kalifornia, w hrabstwie Kern.